# 渡辺治 (新聞経営者)
渡辺 治（渡邊、わたなべ おさむ、1856年（安政3年2月）- 1893年（明治26年）10月15日）は、明治時代の政治家、新聞経営者。衆議院議員（1期）。

## 経歴
のちの茨城県出身。郷里の私塾で漢学を学んだのち茨城中学校を経て慶應義塾を修了する。時事新報創立と同時に同社に入社し編集や庶務会計に携わった。1888年（明治21年）大阪毎日新聞に主筆として招かれ、同社を株式会社に改組後初代社長に就任した。ほか都新聞社を経営した。
1890年（明治23年）7月の第1回衆議院議員総選挙では茨城県第1区から出馬し当選。衆議院議員を1期務めた。